# 克萊德·米爾因
傑西·克萊德·米爾因（1887年3月25日—1953年3月3日），為前美國職棒大聯盟的外野手，生涯皆效力於參議員隊。米爾因不以打擊見長，而是靠出色的腳程在大聯盟站穩腳步。因為他不錯的跑壘速度，讓他有了「Deerfoot」的外號。
1912年，米爾因創下單季88次盜壘的現代棒球紀錄。後來被泰·柯布打破，但該紀錄仍是雙城隊史紀錄。
米爾因在參議員16年間，累積495次盜壘成功。另敲出2100支安打與1004次得分。
1922年，米爾因在這年兼任總教練。該年球隊戰績為69勝85敗，後來他在小聯盟執教17個球季。他的弟弟Horace曾在1915年和1917年效力於參議員。
1953年3月3日，米爾因由於心臟病發去世，享年65歲。

## 生涯打擊成績
| 出賽次數 | 打席 | 打數 | 得分 | 安打 | 二安 | 三安 | 全壘打 | 打點 | 盜壘 | 保送 | 三振 | 打擊率 | 上壘率 | 長打率 | OPS  |
| -------- | ---- | ---- | ---- | ---- | ---- | ---- | ------ | ---- | ---- | ---- | ---- | ------ | ------ | ------ | ---- |
| 1982     | 8338 | 7359 | 1004 | 2100 | 240  | 105  | 17     | 617  | 495  | 685  | 407  | .285   | .353   | .353   | .706 |

## 執教成績
| 球隊   | 年度   | 例行賽 | 例行賽 | 例行賽 | 例行賽 | 例行賽  |
| 球隊   | 年度   | 比賽   | 勝     | 敗     | 勝率   | 結果    |
| ------ | ------ | ------ | ------ | ------ | ------ | ------- |
| 參議員 | 1922年 | 154    | 69     | 85     | .448   | 美聯第6 |
| 總計   | 總計   | 154    | 69     | 85     | .448   |         |

## 外部連結
- 球員資訊和成績在MLB ，ESPN，Retrosheet ，Baseball Reference ，Baseball Reference (Minors) ，Fangraphs，The Baseball Cube （英文）